# Алберт фон Щернберг
Алберт фон Щернберг (на немски: Albert von Sternberg; † между октомври 1253 и 31 януари 1255) от странична линия на род Хенеберг, е последният от рода господар на Щернберг.

## Произход
Син е на Хайнрих II фон Щернберг († 1228). Алберт е брат на Бертхолд II фон Щернберг († 13 ноември 1287), епископ на Вюрцбург (1271 – 1287), Херман фон Щернберг († 30 ноември 1277), пропст на Ноймюнстер (1275 – 1277), Хайнрих III фон Щернберг († 31 януари сл. 1280), домпропст в Бамберг. Роднина е на Конрад II фон Щернберг († 1277), архиепископ на Магдебург, Фолквин V фон Шваленберг († 1293), епископ на Минден, и на Бертхолд I фон Хенеберг, епископ на Вюрцбург (1267 – 1274). Фамилията има родствена връзка с графовете на Шваленберг и с франкските графове на Хенеберг.
Баща му Хайнрих II фон Щернберг е основател на линията на господарите на Щернберг и е убит на 6 декември 1228 г. при Майнинген в битка против граф Попо VII фон Хенеберг († 1245).

## Фамилия
Алберт фон Щернберг се жени за Мехтилд фон Тримберг († сл. 1297), дъщеря на Албрехт фон Тримберг († сл. 7 октомври 1261) и Луитгард фон Бюдинген († сл. 1257), дъщеря на Герлах II фон Бюдинген († 1245), бургграф на Гелнхаузен, и съпругата му Мехтхилд фон Цигенхайн († 1229). Те имат една дъщеря:
- Лукардис фон Щернберг († сл. 1 февруари 1312), омъжена за Хайнрих I фон Франкенщайн († сл. 22 декември 1295)